# Ruth Ella Moore
Ruth Ella Mooreová (19. května 1903 Columbus, Ohio – 19. července 1994 Rockville, USA) byla bakterioložka, která v roce 1933 získala jako první Afroameričanka doktorát přírodních věd. Byla profesorkou a vedoucí katedry bakteriologie na Howardově univerzitě. Publikovala práce o tuberkulóze, imunologii a zubním kazu, o reakci střevních mikrobů na antibiotika a o krevní skupině Afroameričanů.

## Životopis
Ruth Ella Mooreová se narodila v roce 1903 v Columbusu ve státě Ohio Williamu E. a Margaret Mooreovým. Její matka, švadlena a umělkyně, absolventka Columbus State College of Art and Design, kladla velký důraz na vzdělání a podporovala Ruth v dosažení vysokoškolského vzdělání. Ruth a její dva starší bratři, Donovan L. a William E. Mooreovi, studovali ve veřejných školách v Columbusu.

### Studium
Mooreová studovala přírodní vědy na Ohio State University, která byla v té době jednou z mála univerzit ve Spojených státech, které přijímaly černošské studenty. Zde v roce 1926 získala titul bakalář věd a v roce 1927 titul magistr věd. Před zahájením doktorandského studia, aby si vydělala na živobytí, pracovala jako učitelka na částečný úvazek na Tennessee State University v Nashvillu, kde vyučovala angličtinu a hygienu.
Ruth Mooreová se na Ohio State University věnovala doktorandské práci o tuberkulóze a v roce 1933 získala doktorát z bakteriologie, čímž se Mooreová stala první Afroameričankou jakéhokoli pohlaví, která získala doktorát z bakteriologie; stala se také první Afroameričankou, která získala doktorát z přírodních věd. Její disertační práce nesla název: Studies on Dissociation of Mycobacterium Tuberculosis: A New Method of Concentration on the Tubercule Bacilli as Applied to Sputum and Urine Examination (Studie o disociaci mykobakterií tuberkulózy: nová metoda koncentrace tuberkulózních bacilů aplikovaná na vyšetření sputa a moči). V té době byla tuberkulóza druhou nejčastější příčinou úmrtí ve Spojených státech.

### Kariéra
Po ukončení studia začala učit na lékařské fakultě Howardovy univerzity Medical College, jako odborná asistentka. V roce 1940 se stala docentkou a později mimořádnou profesorkou na Howardově univerzitě. V roce 1945 byla zvolena zástupkyní vedoucího katedry bakteriologie. V roce 1952 se stala první ženou, která vedla katedru na Howardově univerzitě. Jedním z jejích prvních kroků ve funkci vedoucí bylo přejmenování katedry bakteriologie na katedru mikrobiologie. Katedru vedla až do roku 1958, kdy odstoupila z funkce.
Až do svého odchodu do důchodu v roce 1973 jako emeritní profesorka vyučovala a pokračovala ve výzkumu na Howardově univerzitě. Její výzkum se zaměřoval na krevní skupiny a Enterobacteriaceae. Mooreová svou prací přispěla k porážce tuberkulózy. Své výzkumy, které publikovala, měly řadu témat, včetně reakce střevních mikroorganismů na antibiotika, což byla jedna z prvních studií o mikrobiomu. Její práce byly publikovány ve vědeckých časopisech od The Journal of the American Medical Association až po American Journal of Physical Anthropology.
Získala také další dva čestné tituly. Patří mezi ně doktorát literatury z Oberlin College a doktorát filozofie z Gettysburg University v roce 1973.

### Členství ve společnostech
V roce 1936 se jako první Afroameričanka stala členkou American Society for Microbiology (Americké mikrobiologické společnosti, ASM). Zákony Jima Crowa ji omezovaly v účasti na setkáních Americké společnosti pro mikrobiologii, zejména tam, kde byla v hotelech a konferenčních prostorách nařízena rasová segregace. Některá konferenční místa striktně vymezovala, ve kterých pokojích mohou afroameričtí účastníci bydlet, a nedovolovala jim obědvat v prostorách společnosti.
Moore byla také členkou American Association of Science (Americké vědecké asociace), American Society of Immunology (Americké imunologické společnosti), American Association of Microbiology (Americké mikrobiologické asociace) a American Public Health Association (Americké asociace veřejného zdraví).

### Módní návrhářství
Byla také zdatnou švadlenou a bylo o ní známo, že si většinu toho, co nosila, šila sama. Několik jejích oděvů bylo v roce 2009 představeno  na výstavě ve sbírce historických kostýmů a textilu státu Ohio a v knize The Sewer's Art: Quality, Fashion and Economy. Mezi její nejpozoruhodnější výtvory patří dvoudílný oblek složený z bílého saka a černé sukně, dlouhé sametové šaty a taftové šaty dlouhé až na zem s květinovým barevným vzorem.

### Smrt
Ruth Ella Mooreová zemřela 19. července 1994 ve věku 91 let v Rockville.  Její nekrolog byl zveřejněn v deníku Washington Post.
Byla zmíněna 27. dubna 2005 ve vzpomínkové zprávě připravené Senátem USA.